# Lewis Jones
Lewis Jones (Caernarfon, Gwynedd; 30 de enero de 1837 - Trelew, Chubut; 26 de noviembre de 1904) fue uno de los fundadores de la colonia galesa de Chubut. La ciudad de Trelew (en galés: Tref = pueblo, Lew = Luis, «pueblo de Luis») lleva el nombre en su honor.

## Biografía
Lewis Jones nació en el poblado de Caernarfon en Gales, en 1836. Trabajó de impresor y vivió durante algunos años en Holyhead y Liverpool, donde se convirtió en un miembro destacado de la Sociedad Colonizadora, cuyo objetivo era crear una "Nueva Gales" debido para preservar su idioma y su cultura que se veía amenazada por los ingleses.

## Colonización galesa
Hacia fines de 1862, acompañando a Love Jones Parry, barón de Madryn, viajó a la Patagonia para decidir si esa región era adecuada para una colonia galesa. La exploración fue totalmente financiada por Love Jones que invirtió por lo menos 750 libras esterlinas de su bolsillo. Visitaron en primer lugar Buenos Aires.
Tras entrevistarse con el ministro Guillermo Rawson, exploraron el río Negro que ya estaba habitado. Como la intención era fundar una colonia galesa, buscaron otros lugares. 
Siguieron hacia el sur en un pequeño navío llamado «Candelaria» que fue llevado por una tormenta a una bahía que llamaron "Porth Madryn", conocida posteriormente como golfo Nuevo, donde se levanta la actual ciudad de Puerto Madryn. Tras explorar el lugar, Lewis Jones elaboró un informe muy positivo, con descripciones exageradas sobre la abundancia de ganado, pastos altos y manzanas, cerezas y ciruelas.
Love Jones Parry regresó a Gales. En marzo de 1865, Lewis Jones y Edwyn Roberts viajaron desde el sur a Buenos Aires a hacerse cargo de las donaciones del gobierno. Como parte de las promesas del cónsul eran falsas, tuvieron que tomar créditos de comerciantes ingleses en Buenos Aires para financiar los instrumentos de trabajo.
El cónsul inglés en Buenos Aires trasmitió a los posibles colonos una oferta del ministro Rawson de tierras, ganados, semillas y alimentos. 

### Llegada de los galeses a Puerto Madryn

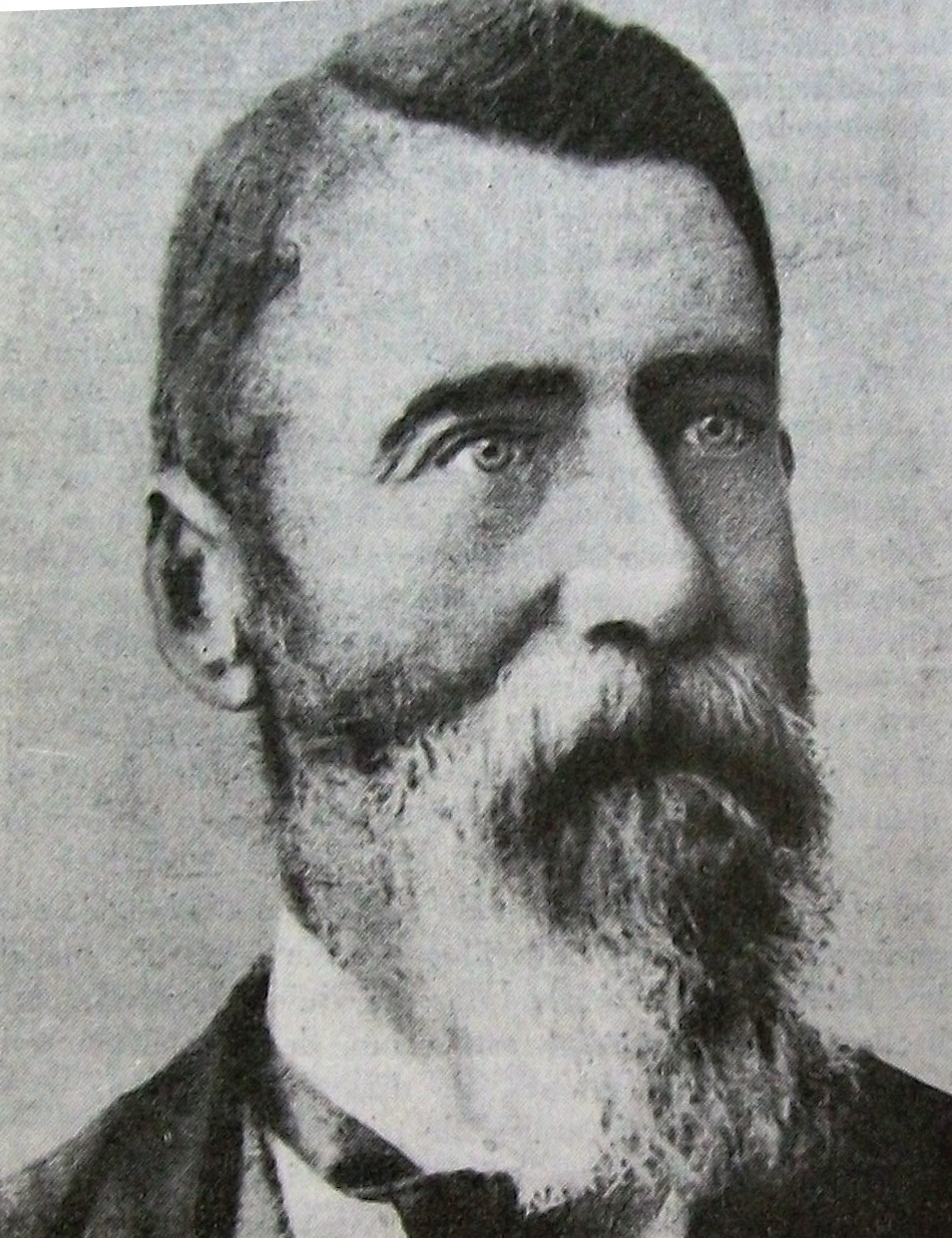
Lewis Jones

Sin saber las últimas novedades y luego de informes favorables de Love Jones Parry y Lewis Jones, el 25 de mayo de 1865 partió de Liverpool el velero Mimosa con 165 colonos galeses.
El 26 de julio, después de casi dos meses en el mar, un miembro de la tripulación anunció que había tierra a la vista. El barco arribó a New Bay (golfo Nuevo) aquella noche. Por la mañana siguiente, los pasajeros subieron a cubierta para echar un vistazo a tierra y avistaron otro barco en las cercanías, el «Juno». El capitán del «Mimosa» George Pepperrell de 25 años de edad y Watkin P. Williams utilizaron un pequeño bote para acercarse. No tardaron en regresar con Lewis Jones a bordo, quien se dirigió a los pasajeros que se mostraban felices.
A continuación, Jones regresó a su barco «Juno» y el «Mimosa» siguió su rumbo antes de echar el ancla en la bahía frente a la que hoy es la ciudad de Puerto Madryn, Chubut, Argentina.
Una pequeña tripulación se acercó a tierra aquella noche, pero el resto de los pasajeros, 161 ya que 4 de ellos murieron en el trayecto del viaje, tuvo que esperar un día más antes de poder pisar la Patagonia: el 28 de julio, día del desembarco.

### Fundación de Rawson
El clima y la geografía eran desconocidas para la mayoría del grupo. Al poco tiempo resultó indispensable la obtención de agua dulce. Algo menos de cien galeses se trasladaron al valle; los otros desertaron, debido a las duras condiciones climáticas. Además, también provocó el rechazo y el enojo de algunos colonos hacia Jones, quien era la principal figura. Así llegaron hasta la desembocadura del río que buscaban, el Chubut, entonces Chupat.
Se instalaron en la margen norte del mismo y fundaron un pueblo -que luego sería capital de la provincia- al que llamaron Rawson, en honor al Dr. Guillermo Rawson, ministro del Interior del presidente Bartolomé Mitre, quien los había ayudado para que se establecieran en la Patagonia.
El valle del Chubut era ya conocido por Henry Libanus Jones, marino galés que había visitado la zona en 1814 y que se había enamorado del lugar, estableciendo una factoría y el «fuerte Paz» en 1854 pero que habría fracasado totalmente en 1856.
Un tal Davies se encargó de la reorganización de la colonia. Ninguno de los galeses tenía la menor idea de que se podía sembrar y cosechar sin lluvias, acostumbrados a vivir bajo lloviznas intermitentes.
En el segundo año de la colonia, una nueva disputa surgió entre los inmigrantes con relación a la propuesta del presidente de la colonia, Lewis Jones, de empezar a comerciar guano. Una vez visto que el plan del presidente no aportaría beneficios al conjunto de la colonia, sino tan sólo a una empresa que el propio Lewis Jones iba a crear, estallaron las protestas. Unos días más tarde, Lewis Jones perdió su cargo de presidente y abandonó Rawson para exiliarse temporalmente en Buenos Aires.

### Sistema de riego

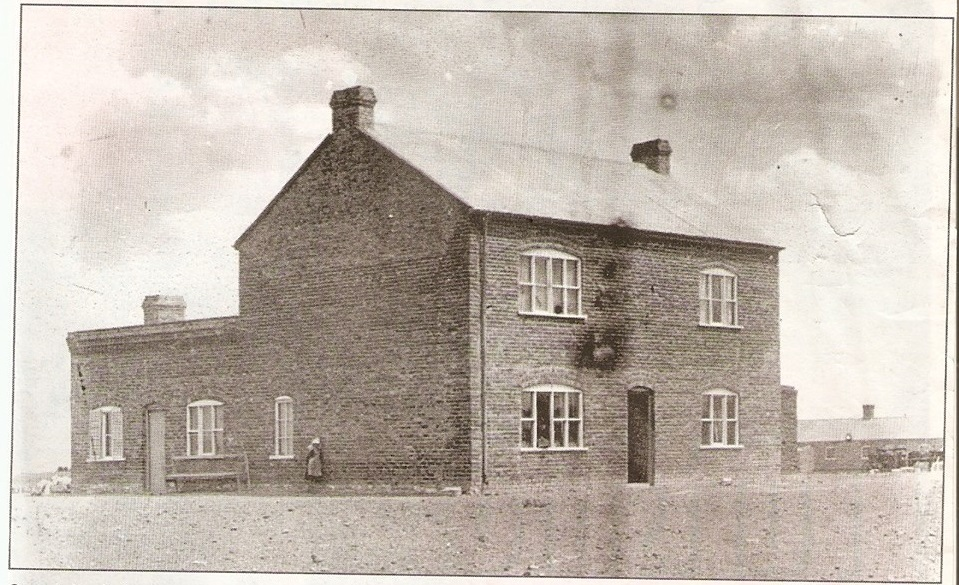
Tercera casa de Lewis Jones en Chubut, ubicada en una esquina céntrica de Trelew. Antes había construido su primera casa en su chacra cercana a Rawson y más tarde una casona conocida como "Plas Hedd" (lugar de paz). En esta tercera casa funcionó una escuela secundaria con internado para señoritas, creada por su hija en 1890, el periódico Y Drafod y transitoriamente el Banco de la Nación Argentina, tras la inundación de Rawson en 1899.

Jones intentó gestionar tierras en la provincia de Santa Fe, pero en ese momento el gobierno solo pensaba en la guerra. De regreso a Madryn, encontró a los colonos reunidos, esperando un barco para volverse. Los convenció de regresar al valle, donde la cosecha fracasó una y otra vez, con la única excepción de la granja de Aarón Jenkins que había descubierto accidentalmente el riego por medio de canales.
Ese descubrimiento, reedición de otro similar hecho en Medio Oriente hace 6 mil años, cambió la historia. En solo un año, Jones hizo cavar decenas de canales, reorganizó la comunidad y formó escuelas en idioma galés en las capillas. Eso atrajo a nuevos colonos.
A poco de la llegada de los galeses, el teniente coronel Julián Murga había fundado la localidad de Rawson en honor del ministro, y esa es hoy la capital provincial. Otros dos pueblos galeses, Gaiman y Dolavon, fueron organizados por Jones.

### Ferrocarril Central del Chubut

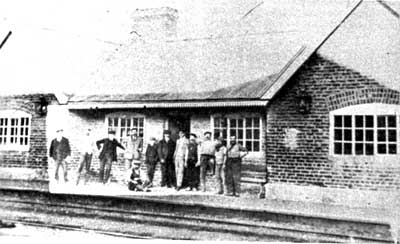
Vista de la Estación Trelew hacia 1915.

Debido al crecimiento de la colonia, gracias al sistema de riego y la llegada de nuevos colonos, fue necesario la construcción de una línea férrea, entre el valle y el golfo Nuevo para disminuir el tiempo del envío de las cosechas, ya que el viaje a caballo demandaba unas veinte horas. 
En 1884 el gobierno argentino le otorgó la concesión para construir y operar una línea de ferrocarril. Con la ayuda del ingeniero Azhabel P. Bell, Jones fundó una compañía en Liverpool, para financiar la construcción. El 20 de octubre de 1884, se sancionó la Ley 1539 que autorizaba las obras.
El tendido se completó en poco más de año y medio. Finalmente, el 11 de noviembre de 1888 abrió al público una línea que unió Puerto Madryn con el valle inferior del río Chubut. Su cabecera en el valle dio nacimiento al pueblo, luego ciudad, de Trelew.

### Periodismo

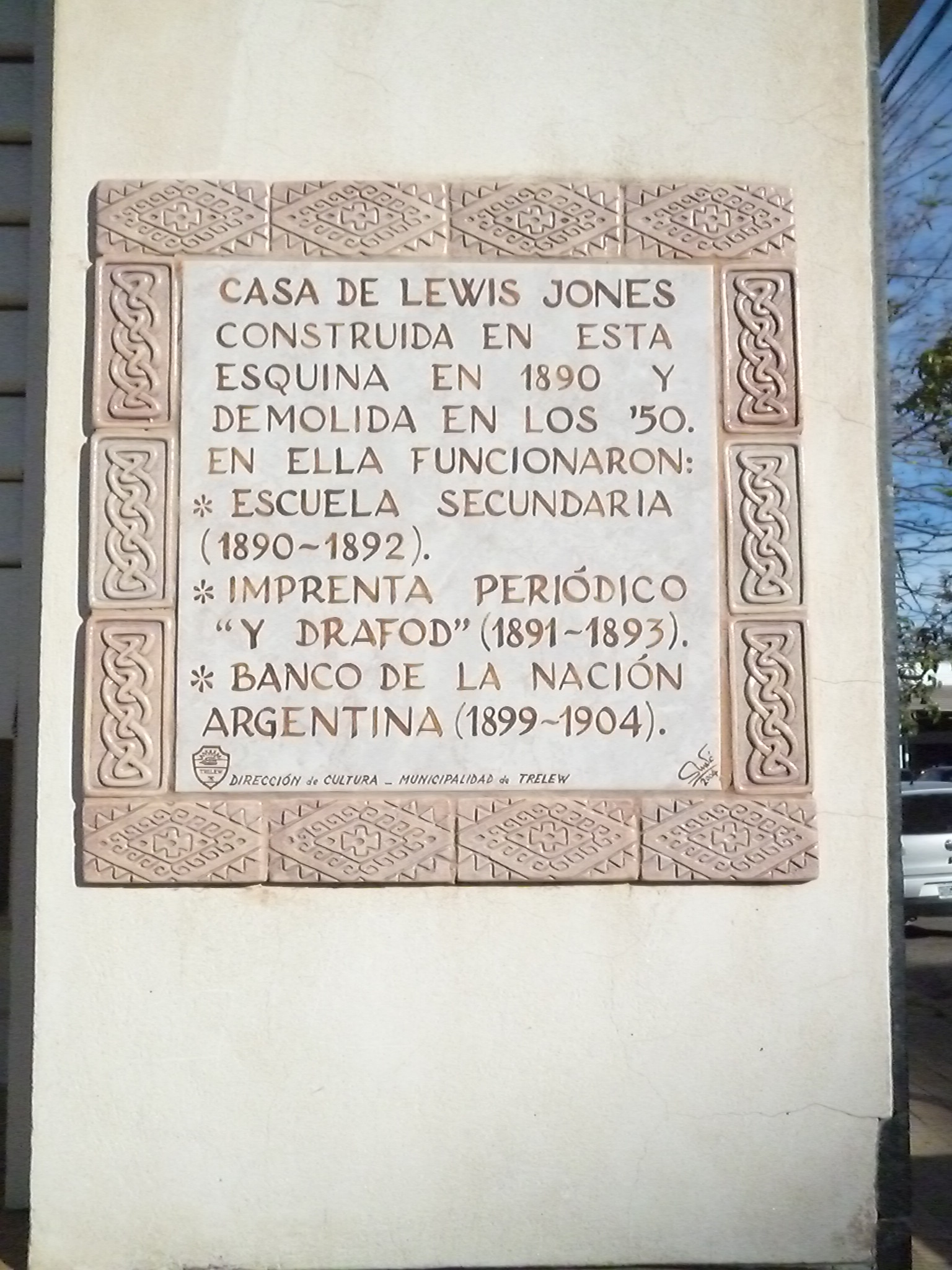
Letrero que recuerda a la antigua casa de Lewis Jones.

Lewis Jones, también se destacó por su trabajo como periodista. Fundó el periódico "Ein Breiniad" en 1878 y "El Mentor" (en galés: Y Drafod) en 1891. En 1893, por problemas de salud lo deja a cargo de su hija Eluned. Cabe destacar, que este último periódico se edita hasta la actualidad tanto en galés como en español.
También publicó el libro "Una Nueva Gales en Sudamérica" (llamado en galés: "Y Wladfa Gymreig").

## Familia
Lewis y su esposa Ellen Griffiths (con quien se casó en 1859) tuvieron dos hijas: Eluned Morgan, quien se convirtió en una figura de relevancia en la colonia galesa, y es recordada como una de las principales escritoras galesas de la Patagonia, y Myfanwy Ruffydd, quien se casó con Llwyd ap Iwan, hijo de Michael Daniel Jones.

## Fallecimiento

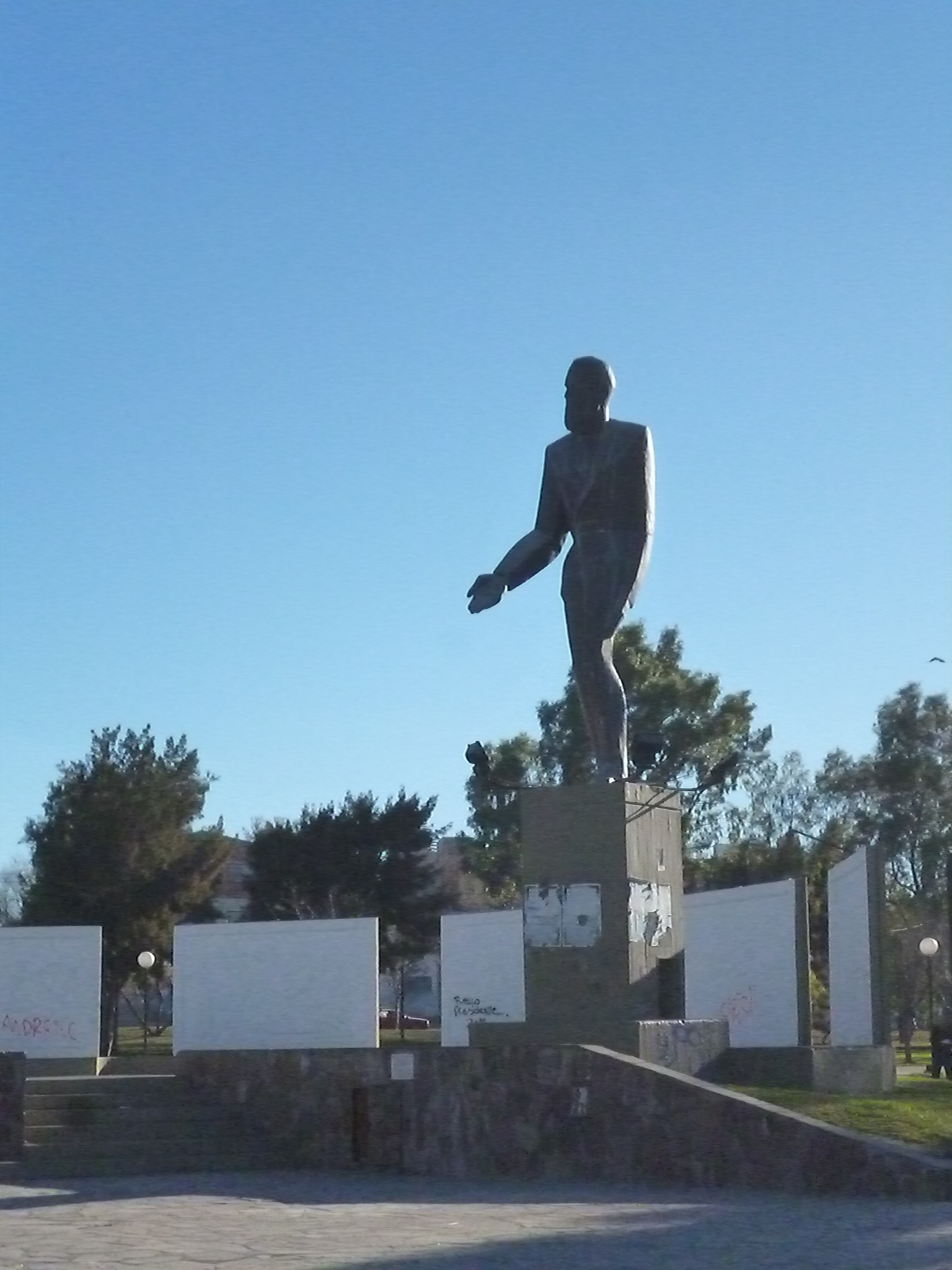
Monumento a Lewis Jones en Trelew.

Lewis Jones murió en 1904, el año en que Trelew eligió su primera autoridad municipal, y fue sepultado en el cementerio de la Capilla Moriah, al sur de Trelew, en la zona rural de Glyn Du, cerca del río Chubut.

## Homenajes
En 2015, y con motivo de los 150 años de la colonia galesa, surgió la propuesta de hermanar Trelew con Caernarfon, donde nació Jones. El acuerdo quedará concretado el 28 de febrero ante la presencia del Lord Dafydd Wigley, parlamentario británico. Hacia fines de enero, las autoridades galesas ya habían firmado el acuerdo. Este fue redactado tanto en galés como en español como eran los antiguos documentos de la colonia.